# José Nazábal
José Nazábal Mimendia, né le 1er juillet 1951 à Zaldibia, est un coureur cycliste espagnol, devenu professionnel en 1975.

## Biographie
En 1978, il est suspendu un mois pour dopage à la suite d'un contrôle positif pendant le Tour de France.

## Palmarès

### Palmarès amateur
- 1971
  - Mémorial Etxaniz
- 1973
  - Mémorial Gervais
  - Prueba Loinaz
  - 6e étape du Tour de l'Avenir
  - 3e de la Prueba Alsasua
- 1974
  - 7e étape du Tour de l'Avenir
  - 2e du Tour de Lleida
  - 2e de la Cinturón a Mallorca
  - 2e du championnat du monde militaire par équipes

### Palmarès professionnel
| - 1976 - Champion d'Espagne de la montagne - Grand Prix de Navarre - 3e du Tour d'Espagne - 1977 - 18e étape du Tour d'Espagne - Tour des vallées minières : - Classement général - 1re étape - Tour d'Aragon : - Classement général - 6e étape - 3e étape du Tour de France - 2e du Tour des Asturies - 2e du championnat d'Espagne sur route - 6e du Critérium du Dauphiné libéré | - 1978 - Tour des vallées minières : - Classement général - 1re et 3e étapes - 3e du Tour du Pays basque - 7e du Tour d'Espagne - 7e du Critérium du Dauphiné libéré - 1979 - 2e du Trophée Luis Puig |  |

## Résultats sur les grands tours

### Tour de France
2 participations
- 1977 : non-partant (16e étape), vainqueur de la 3e étape à Vitoria en Espagne après 110 km d'échappée solitaire
- 1978 : non-partant (18e étape)

### Tour d'Espagne
7 participations
- 1975 : 23e
- 1976 : 3e
- 1977 : 21e, vainqueur de la 18e étape
- 1978 : 7e
- 1979 : 46e
- 1980 : abandon (18e étape)
- 1981 : 43e

### Tour d'Italie
1 participation
- 1976 : abandon (21e étape)